# موسی معروفی
موسی مَعروفی (زادهٔ ۱۲۶۸ در تهران – درگذشتهٔ ۷ شهریور ۱۳۴۴ در تهران) موسیقی‌دان، نوازندهٔ تار، مُدرس و گِردآورندهٔ ردیف موسیقی ایرانی بود. وی پدر جواد معروفی بود.

## زندگی هنری
موسی مَعروفی در سال ۱۲۶۸در خانواده‌ای متدین و علاقه‌مند به موسیقی در تهران به متولد شد. او فرزند محمد اسماعیل‌خان امین‌الملک و برادرزاده میرزا علی‌اصغر اتابک صدراعظم ناصرالدین شاه و مظفرالدین شاه بود. در کنار تحصیلات سنتی، نواختن سه‌تار را نزد «یوسف صورتگر» که از عکاسان دربار ناصری بود آغاز کرد. سپس از محضر استادان آن زمان از جمله درویش‌خان بهره برد. او با پشتکار و تمرینِ بسیار به درجه‌ای از نوازندگی رسید که موفق شد نشان «تبرزین طلا» را از درویش‌خان دریافت نماید. وی همچنین نزد «حسین هنگ‌آفرین» به فراگیری «نت» پرداخت. در سال ۱۳۳۰ کتاب دستور مقدماتی تار و سه‌تار توسط موسی معروفی، نصرالله زرین‌پنجه و روح‌الله خالقی برای سال اول هنرستان موسیقی ملی، تنظیم و به چاپ رسید. در سال ۱۳۰۲ به مدرسه موسیقی «علی‌نقی وزیری» راه یافت و بر آموخته‌های خود افزود.
او از نوجوانی در این فکر بود تا ردیف موسیقی سنتی ایران را نت‌برداری کند. برای این منظور بعدها با تمامی استادان آن دوران تماس گرفت تا این کار را به انجام برساند. موسی معروفی با تکیه بر ردیف میرزا آقا حسینقلی و میرزا عبدالله و استفاده از نوشته‌های علی‌نقی وزیری ردیفی را گردآوری کرد که در سال ۱۳۴۲ منتشر شد. بنا به پیشنهاد موسی معروفی، سلیمان روح‌افزا نوازنده تار، ردیف مذکور را از روی نُت با تار اجرا و ضبط کرد.
او در سال‌های ۱۳۰۷ تا ۱۳۱۷ به همراهِ «ابوالحسن صبا»، «مشیر همایون شهردار» و چند هنرمند دیگر به خارج از کشور سفر کرد و صفحاتی را ضبط نمود.
ردیف جواد معروفی که تحت عنوان «ردیف موسیقی ایران برای پیانو» تدوین شده و در ۴ نوار کاست نیز اجرا شده، برگرفته از ردیف پدرش موسی خان معروفی است.
موسم گل مشهورترین قطعه‌ای است که از موسی معروفی به یادگار مانده، وی این تصنیف را در مایهٔ دشتی بر اساس ملودی مازندرانی روی شعری از وحید دستگردی ساخت و قمرالملوک وزیری نخستین بار آن را در سال ۱۳۱۹ اجرا کرد.

## فعالیت‌های هنری
وی علاقهٔ زیادی به تکمیل کردن نت‌نویسی ردیف داشت و آثار و تصنیفهای زیادی از خود به یادگار گذاشته است، از جمله تصنیف «موسم گل» که مرتضی حنانه برای سریال هزاردستان ملودی این تصنیف را انتخاب (به علت هم‌دوره بودن تصنیف و اتفاق داستان)، تنظیم و ارکستراسیون بی‌نظیری کرده است. از جمله فعالیت‌های هنری موسی معروفی به موارد زیر می‌توان اشاره نمود:

##### گردآوری ردیف موسیقی ایرانی
معروفی که خود سالها محضر استادان گذشته را درک بود و به خط نت هم آشنا بود سالهای متمادی به تدوین ردیف موسیقی ایرانی همت گماشت که توسط وزارت فرهنگ و هنر به چاپ رسید. کتاب مورد بحث شامل ردیف هفت دستگاه موسیقی ایرانی است و از نظر کمیت کامل‌ترین ردیفی بوده که منتشر شده، ولی با وجود کوششهایی که کرده انتقاداتی نیز بر آن وارد است.